# جبع (حيفا)

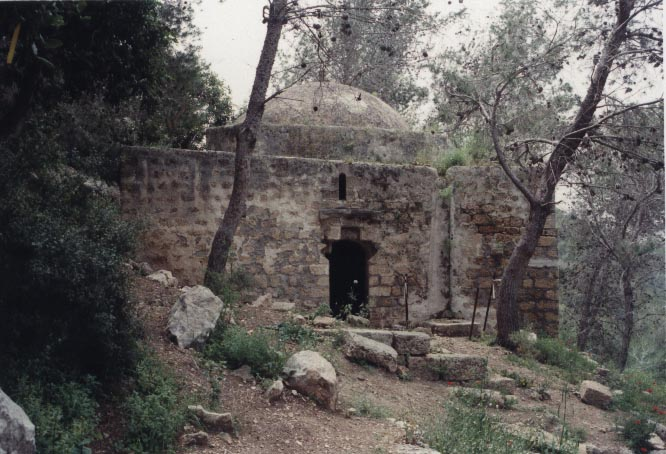
مقام الشيخ عمير، من بقايا القرية المهدمة.

جبع إحدى قرى فلسطين المهجرة بعد حرب 1948.

## نبذة تاريخية وجغرافية
تقع جبع إلى الجنوب من مدينة حيفا، وتبعد عنها 18.5 كم، ترتفع عن سطح البحر 50م وهي مبنية على المنحدرات الغربية من الجزء الجنوبي لجبل الكرمل،اسم القرية في السريانية ܛܘܼܪܵܐ يأتي بمعنى الجبل أو التلة، وقد عرفت أيام الرومان باسم (جبعا). بلغت مساحة اراضيها 7012 دونماً، تحيط بها أراضي قرى المزار ،الصرفند، عين غزال، وإجزم. قدر عدد سكانها عام 1922 دونماً حوالي (523) نسمة، وفي عام 1945 حوالي (1140) نسمة، تحتوي القرية على مدافن منقورة في الصخر وقطع فسيفيسائية وبئر قديم ومغر وبقايا أبنية قديمة. ونذكر أن في كل من جنين والقدس وبيسان قرية تحمل اسم جبع. قامت المنظمات الصهيونية المسلحة بقصف القرية بالطائرات في تموز- يوليو عام 1948 ودمرتها بالكامل وشردت أهلها البالغ عددهم عام 1948 حوالي (1322) نسمة وكان ذلك في 24-7-1948. وعلى أنقاض القرية أقام الصهاينة مستعمرة (غيفع كرميل) عام 1949.

## إحصاءات القرية
وكان عدد سكان قرية جبع تسع وتسعين نسمة عام 1596, وكانت تدفع الضرائب على عدد من الغلال كالقمح والشعير، بالإضافة إلى عناصر أُخرى من الإنتاج كالماعز وخلايا النحل. أنشأوا فيها مدرسة ابتدائية للبنين منذ العهد العثماني سنة 1303هـ 1885 م. كان اقتصاد القرية يعتمد اعتماداً أساسياً على تربية المواشي وعلى الزراعة، وكان القمح والخضروات أهم المحاصيل. وكان سكانها ينتجون الزيتون أيضاً..وزرع الزيتون في (710) دونم سنة 1943م أي 3،5% من مساحته في قضاء حيفا، ويستخرجون الزيت منه بواسطة معصرة يدوية. كان في جبع523 نسمة من العرب عام 1922، وارتفع إلى 1,140 نسمة عام 1945. وكان عدد المنازل عام (1931): 158 منزلا.

## مخاتير قرية جبع حسب الأقدمية
- مفلح حسن ملحم.
- عبد الله اليوسف.
- علي محمود زيادة.

## من العوائل التي سكنت القرية إلى ما قبل عام 1948م
- آل الشعبان.
- آل يوسف.
- آل ملحم.
- آل فهيد.
- آل الحامدي.
- آل زيادة.
- آل السلبود.
- آل المدني.
- آل الأعمر.
- آل الغويني.
- آل الحوش.
- آل سمور.
- آل العلي.
- آل سمارة.
- آل المشعور.
- آل الحمودي.
- آل العقاب.
- آل أبو زمق.
- آل أبو علي.

و تم تهجير غالبية عوائل قرى جبع وإجزم وعين غزال إلى العراق بعد عام 1948م. وغالبية فلسطيني العراق حاليا يسكنون في العاصمة العراقية بغداد مع تواجد أقلية منهم في الموصل وبعض محافظات العراق الأخرى. ويوجد جزء كبير أيضا منهم مقيم في الجمهورية العربية السورية وغالبيتهم من ال المدني، ويقطنون في مدينة دمشق والبعض في مدينة اللاذقية.

## المغتصبات الصهيونية على اراضي القرية
في سنة 1949، أنشأ الاحتلال مستعمرة غيفغ كرميل على أراضي القرية؛ وهي تبعد نحو كيلومتر عن موقع القرية.

## القرية اليوم
تشاهَد أكوام من ركام الحجارة في الموقع. ولا يزال مقام الشيخ عمير منتصباً على جزء مرتفع منه. وتنمو غابات الصنوبر في الأرض المجاورة، المسيّجة بالأسلاك الشائكة. وثمة حول القرية بقايا قبور، ويستخدم المحتلون جزءاً من الموقع مرعى للمواشي.

## وصلات خارجية
- موقع فلسطين في الذاكرة